# Sydstatsarmén
Sydstatsarmén (Confederate Army) bildades 1861 och bestod huvudsakligen av frivilliga. Den värnplikt som infördes 1862 gav inte så många nya rekryter, men tvingade de frivilliga att förbli i armén. När sydstatsarmén var som störst hade den nästan en halv miljon man under fanorna. Under kriget organiserades motsvarigheten till omkring mellan 800 och 1000 infanteri- och kavalleriregementen samt omkring 250 artilleribatterier. Problemet med rymningar och undanhållanden var mycket stort i sydstatsarmén, särskilt mot slutet av kriget. Uppemot hälften eller mer av truppstyrkan kunde vara borta från sina förband. I början av kriget var infanteriet och kavalleriet ofta utrustade med föråldrade vapen i form av hagelgevär och flintlåsmusköter, men mot slutet av kriget var de flesta soldater utrustade med moderna räfflade musköter och karbiner. Artilleriets viktigaste pjäser var den slätborrade tolvpundiga kanonhaubitsen "Napoleon" och olika räfflade tio och tolvpundiga kanoner. Sydstaternas bristande infrastruktur gjorde att sydstatsarmén led av svåra underhållsproblem. Förplägnaden var ofta undermålig på grund av att outvecklade transportmedel inte kunde klara av fältförbandens försörjning och uniformeringen var ofta bristfällig på grund av en inadekvat textilindustri.

## Tillkomst
Den reguljära sydstatsarmén Army of the Confederate States of America vilken skulle ha rekryterats genom värvning existerade aldrig annat än på papperet. Den krigstida sydstatsarmén, den som utkämpade det amerikanska inbördeskriget var den provisoriska armén, Provisional Army of the Confederate States of America vilken bestod av krigsfrivilliga organiserade av konfederationens medlemsstater. 1862 infördes värnplikt och därefter kom soldater att inkallas direkt till den provisoriska armén.

## Organisation
| Nyckeltal rörande sydstatsarmén 1861-1865   |           |
| Faktor                                      | Tal       |
| Totala antalet individer vilka tjänstgjorde | 1 004 000 |
| Personalstyrka, juli 1861                   | 114 000   |
| Personalstyrka, januari 1863                | 450 000   |
| Största personalstyrka, 1864-65             | 485 000   |
| Antal stupade                               | 54 000    |
| Antal som dött av sina sår                  | 40 000    |
| Sårade (icke-dödligt)                       | 226 000   |
| Krigsfångar                                 | 462 000   |
| Varav döda i fångläger                      | 26 000    |
| Döda i sjukdomar                            | 60 000    |
| Desertörer                                  | 83 000    |
| Hemförlovade                                | 58 000    |
| Kapitulerade 1865                           | 174 000   |
| Källa:                                      |           |

I infanteriet och kavalleriet var organisationen baserad på regementet. Ett infanteriregemente bestod av 10 kompanier och hade ingen bataljonsorganisation. Ett kavalleriregemente hade 10 kompanier och var indelat i fem skvadroner. Artilleriets grundläggande organisation var batteriet om fyra artilleripjäser. I sydstatsarmén tilldelades nya frivilliga och värnpliktiga redan existerade regementen. Trots det så gjorde krigsförlusterna att regementenas storlek stadigt minskade under kriget; 1861 hade ett infanteriregemente i medeltal 600 soldater, 1862 450 soldater, 1863 350 soldater, 1864 250 soldater och 1865 bara 150 soldater. Ett kavalleriregemente bestod 1863 i medeltal av 280 ryttare; 1864 av 200. 
Osäkra beräkningar gör gällande att sydstatsarmén organiserade motsvarigheten till 764 regementen vilka tjänstgjorde under hela kriget. Andra beräkningar hävdar att siffran var 1009 regementen, men då är statstrupper, milis och irreguljära förband medräknade. Det har också beräknats att 227 till 261 artilleribatterier organiserades. 
Två till sex regementen bildade en brigad under befäl av en brigadgeneral. Brigaden bestod vanligen av regementen från samma stat. Fyra brigader bildade en division under en generalmajor. Två till fyra divisioner bildade en armékår under befäl av en generallöjtnant. Flera armékårer bildade en fältarmé under befäl av en general. Artilleribatterier tilldelades i början av kriget varje brigad, men från 1862 bildade fyra batterier en artilleribataljon; vanligen en per division och två som kårreserv. Sydstatsarméns fältarméer bestod typiskt av 70% infanteri, 20% kavalleri och 10% artilleri. Den militärterritoriella huvudindelningen utgjordes av Departments vilka motsvarade militärområden.  

## Personal

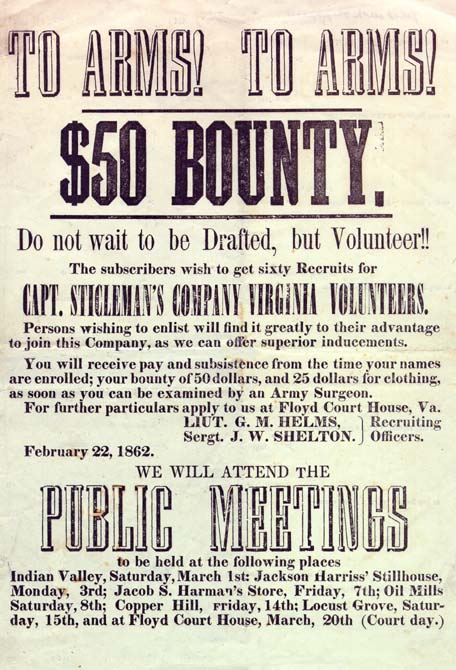
Rekryteringsaffisch från sydstatsarmén. Texten utlovar värvningspengar för frivilliga och skrämmer med tvångsinkallelse.

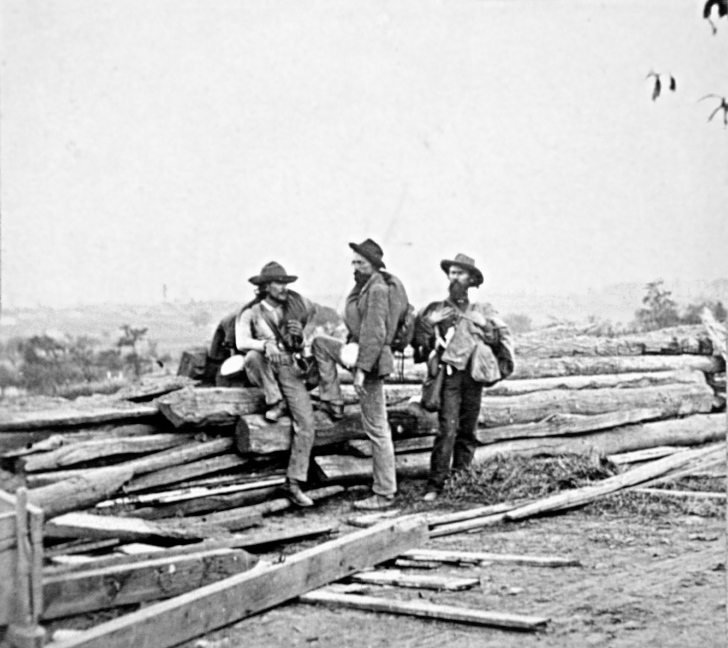
Tre sydstatssoldater tillfångatagna vid Gettysburg.

De flesta soldater i sydstatsarmén var frivilliga. Konfedertionskongressen antog en värnpliktslag 1862. I den fanns möjligheten att betala för en ersättare (substitut) samt frikallande av ägare till ett visst antal slavar. Substitutionsrätten avskaffades 1863. Över 82 000 värnpliktiga inkallades, men lagens viktigaste funktion var att tvinga de som redan anmält sig frivilliga att förbli i armén. Den stimulerade också till frivillig enrollering i förband som man själv valde. Värnpliktslagen stred mot de principer om staternas självstyrelse som konfederationen grundats på och skapade svåra konflikter mellan konfederationen och dess medlemsstater.
Problemet med rymningar och undanhållanden var mycket stort i sydstatsarmén, särskilt mot slutet av kriget. Under Antietamfälttåget uppgick eftersläntrarna i Robert E. Lees armé till nästan hälften av dess personalstyrka, då många soldater ansåg att deras engagemang inte innefattade en invasion av nordstaterna. Efter Gettysburg och Vicksburg sommaren 1863 höll sig 50 - 100 000 sydstatssoldater borta från armén. I oktober 1864 kunde pressen rapportera att president Jefferson Davis officiellt meddelat "den förbluffande uppgiften" att två tredjedelar av armén var frånvarande.
| Sydstatsarméns styrkebesked |            |                     |             |
| 31 december                 | Närvarande | Varav tjänstdugliga | Frånvarande |
| 1861                        | 259 000    | 210 000             | 68 000      |
| 1862                        | 304 000    | 253 000             | 145 000     |
| 1863                        | 278 000    | 234 000             | 187 000     |
| 1864                        | 196 000    | 155 000             | 205 000     |
| Källa:                      |            |                     |             |

## Infanteriet

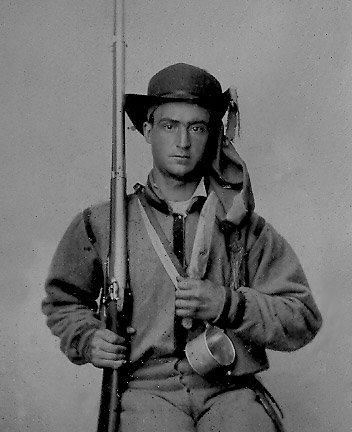
Sydstatsinfanterist

Infanteriet dominerade slagfältet under det amerikanska inbördeskriget. De flesta eldstrider mellan infanteri ägde rum på betydligt kortare avstånd än de 450–500 meter som ofta anges som effektiv skottvidd för tidens dominerande vapen, den mynningsladdade räfflade slaglåsmusköten. I början av kriget var stridsavståndet knappast längre än 100 meter, i slutet av kriget omkring 130 meter. Sydstatsarméns infanterivapen kom i stor utsträckning från US Army, antingen ur de förråd som fanns i de militära etablissemang som övertogs efter unionsutträdet eller vad som togs i strid under kriget. 
Det modernaste vapnet var räfflad musköt modell 1855 vilken sköt miniékulor. Den tillverkades före kriget av de federala gevärsfaktorierna i Springfield, Massachusetts och Harpers Ferry, Virginia. Konfederationsregeringen anlade ett gevärsfaktori i Richmond, Virginia med utrustning som man erövrat vid Harpers Ferry och fortsatte tillverkningen av detta vapen i egen regi. Men man var också tvungen att använda obsoleta vapen från US Army, slätborrad flintlåsmusköt modell 1822 och slätborrad slaglåsmusköt modell 1842. Sydstaterna importerade också stora mängder utländska vapen av vilken den brittiska Enfieldmusköten P1853 även kom att tillverkas i sydstaterna och blev det mest använda vapnet i sydstatsarmén. Under kriget utvecklade nordstaterna bakladdningsgevär och repetergevär, men detta låg i stort sett utanför sydstaternas industriella kapacitet. 
I början av kriget var 10-25 % av sydstatsinfanteriet utrustat med flintlåsmusköter och 25-50 % med slätborrade slaglåsgevär, fast en del av truppen då inte hade annat än hagelgevär och ekorrbössor. Mot slutet av kriget var dock 90 % av infanteriet utrustat med moderna räfflade musköter, i alla fall på de östra krigsskådeplatserna.  
| Sydstatsarméns viktigaste eldhandvapen för infanteriet |            |                 |                                       |            |
| Typ                                                    | Egenskaper | Egenskaper      | Egenskaper                            | Anmärkning |
|                                                        | Kaliber    | Stridsskottvidd | Praktisk eldhastighet skott per minut |            |
| Flintlåsmusköt m/1822                                  | 17,5 mm    | 50 m            | 2                                     | [ a ]      |
| Slaglåsmusköt m/1842                                   | 17,5 mm    | 50 m            | 2-3                                   | [ b ]      |
| Räfflad slaglåsmusköt m/1855                           | 14,7 mm    | 200 m           | 2-3                                   | [ c ]      |
| Räfflad slaglåsmusköt "Enfield" P1853                  | 14,65 mm   | 250 m           | 2-3                                   |            |
| 1. 2. 3.                                               |            |                 |                                       |            |
| Källa:                                                 |            |                 |                                       |            |

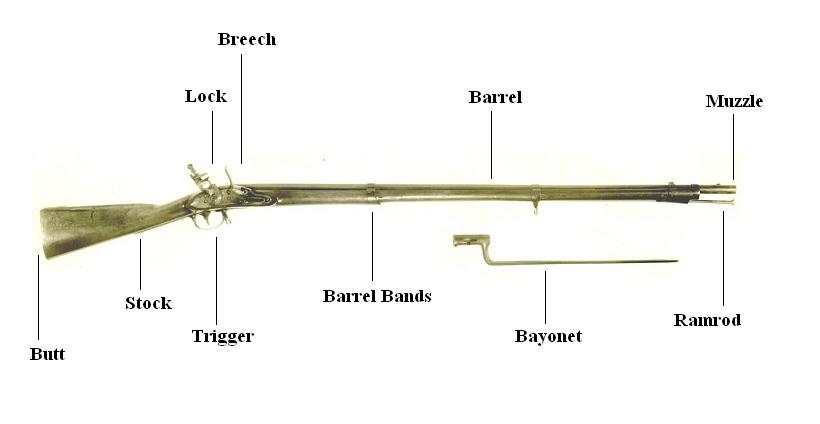
Flintlåsmusköt m/1822
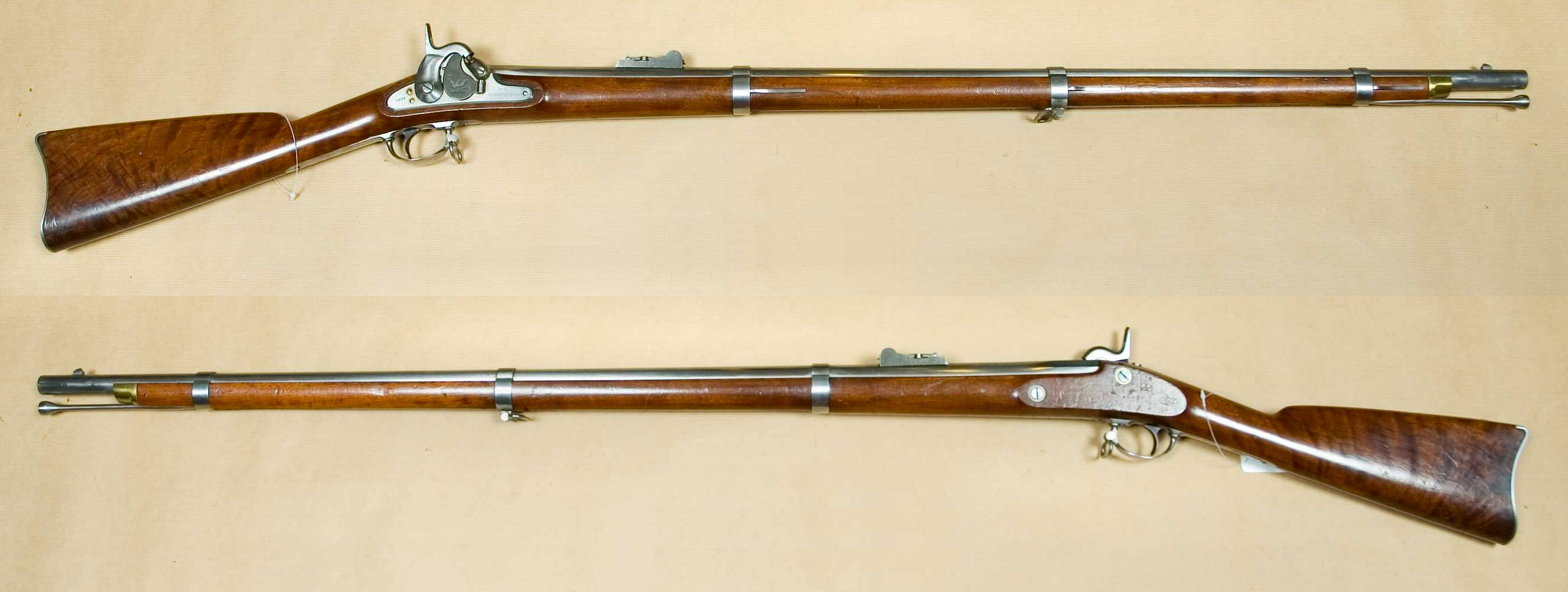
Räfflad slaglåsmusköt m/1855
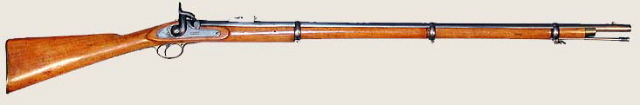
Räfflad slaglåsmusköt "Enfield" P1853

## Kavalleriet

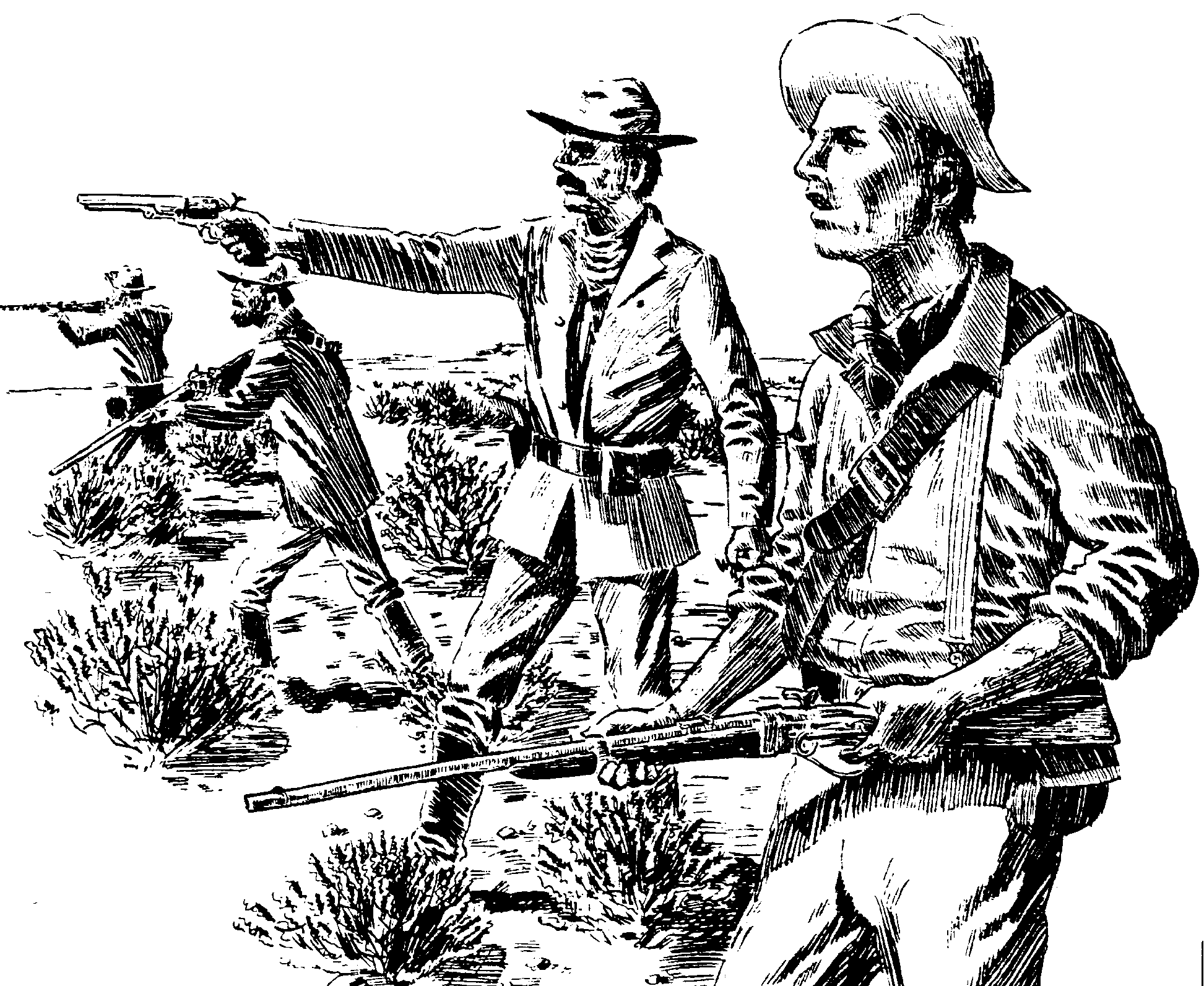
Sydstatskavalleri vid avsutten strid.

Bättre hästmaterial och en befolkning som var van att rida gjorde att sydstatskavalleriet var överlägset nordstatskavalleriet under de två första krigsåren. Kavalleristerna i sydstatsarmén måste också hålla sig med egna hästar och egen hästutrustning vilket gjorde att man var väl bekant med det djur man red. Sydstatsarmén bildade egna högre kavalleriförband tidigare än nordstatsarmén. Sydstatskavalleriets betydelse var dock begränsat; det användes aldrig som slagkavalleri och det spelade ingen roll under de stora slagen utan användes huvudsakligen för operationer bakom fiendens linjer i form av taktiska överfall. Mot slutet av kriget utvecklade nordstaterna kavalleriet till ett operativt rörligt beridet infanteri understött av ridande artilleri och beväpnat med repeterkarbiner. Sydstatskavalleriet kunde inte möta denna utveckling på grund de enorma kostnaderna för kavalleriets utrustning och underhåll.
Sydstatskavalleriet var beväpnat med sabel, karbin och pistol. Sabeln var en kopia av US Armys sabel. I början av kriget ersattes karbinerna ofta av hagelgevär, men med utvecklingen mot avsutten strid ökade behovet av kulvapen. Karbinerna var huvudsakligen räfflade mynningsladdare och 1863 antogs som standardmodell en kopia av den brittiska Enfieldkarbinen P1856 "East India Pattern". Ett begränsat antal bakladdningskarbiner framställdes också i sydstaterna, men då man inte kunde tillverka patronhylsor i metall kunde man inte göra effektiva repetervapen. I början av kriget var sydstatskavalleriet ofta utrustat med mynningsladdade ryttarpistoler, men Colt's Manufacturing Company  Navy revolver modell 1851 antogs som standardmodell 1863. 

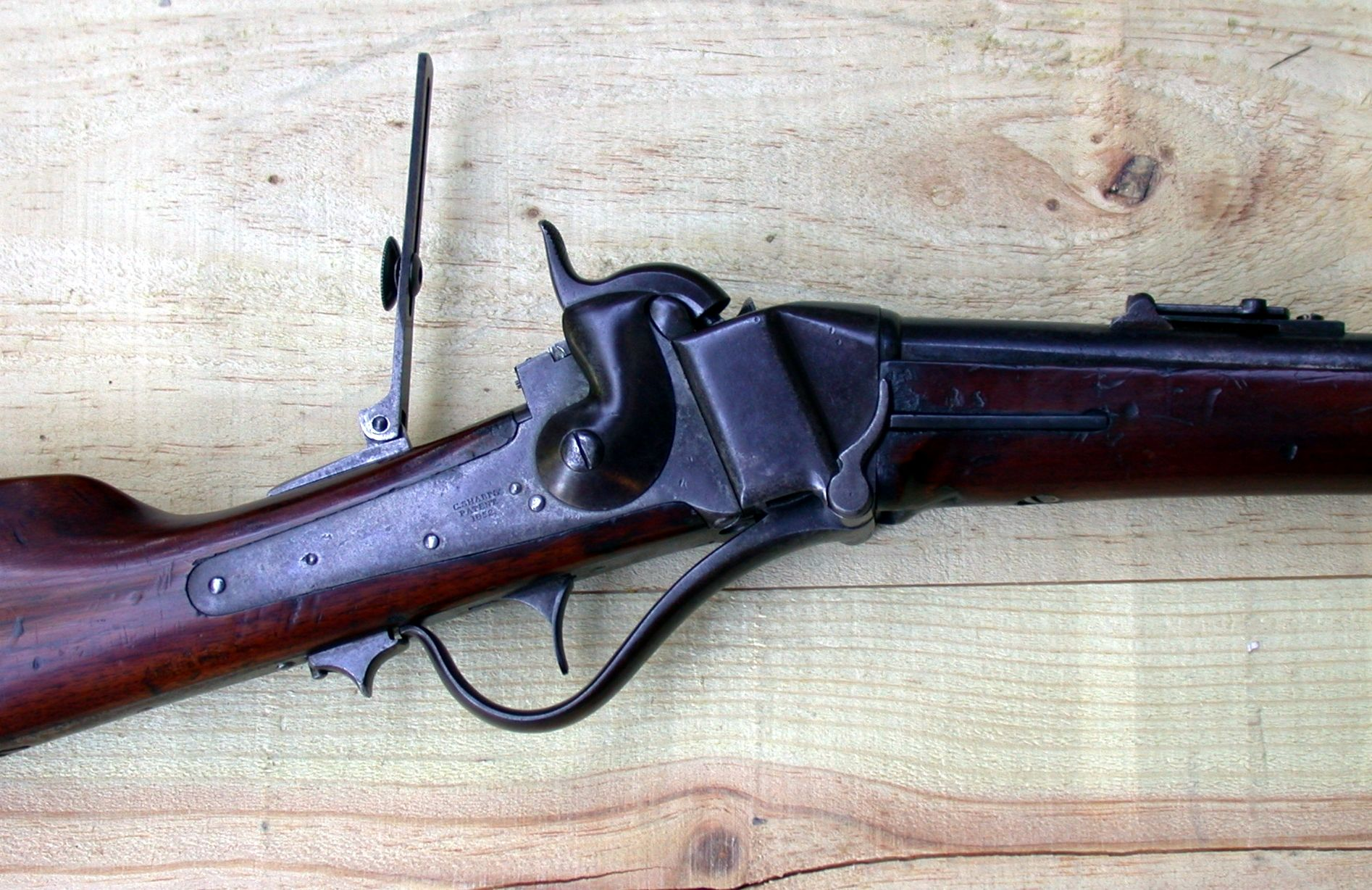
Sharpskarbin
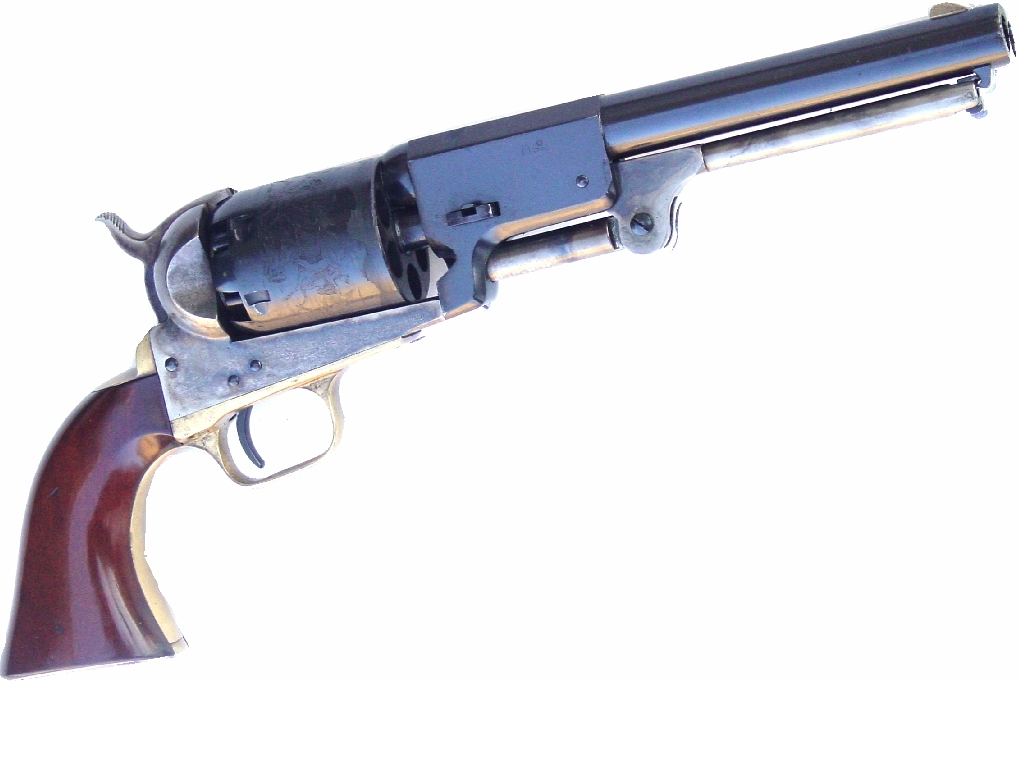
Colt "Dragoon"
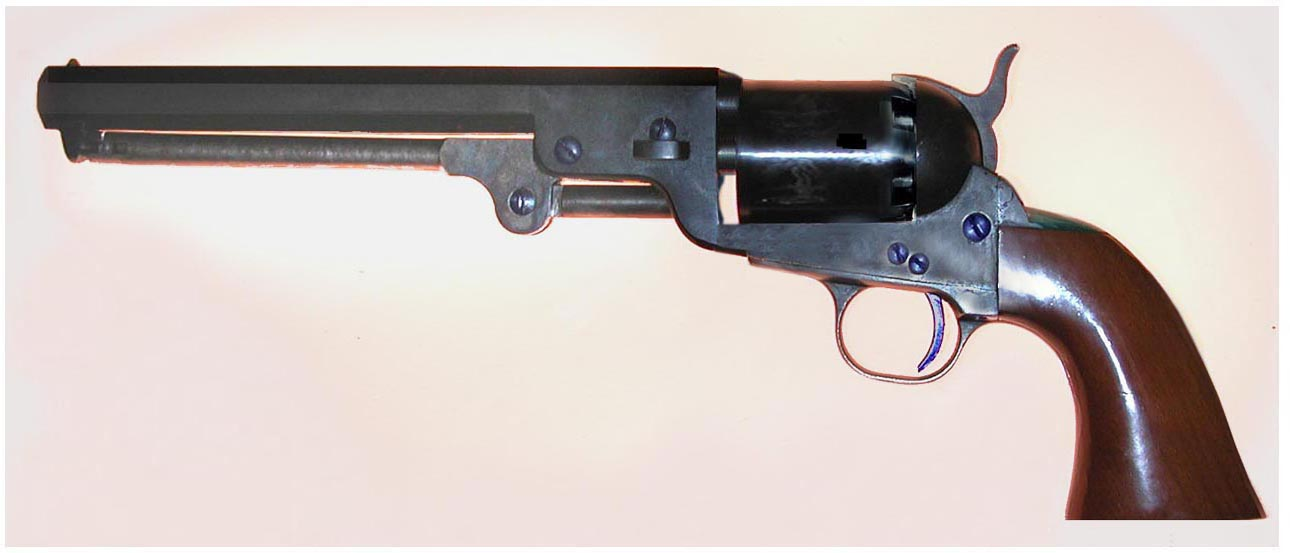
Colt "Navy"

| Sydstatsarméns viktigaste eldhandvapen för kavalleriet |            |                 |                                       |            |
| Typ                                                    | Egenskaper | Egenskaper      | Egenskaper                            | Anmärkning |
|                                                        | Kaliber    | Stridsskottvidd | Praktisk eldhastighet skott per minut |            |
| Enfieldkarbin P1856                                    | 14,65 mm   | 200 m           | 2-3                                   | [ a ]      |
| Sharps bakladdningskarbin m/1859                       | 13,1 mm    | 300 m           | 6-8                                   |            |
| Coltrevolver "Dragoon"                                 | 11,2 mm    | 10 m            | 6                                     | [ b ]      |
| Coltrevolver "Navy"                                    | 9,1 mm     | 10 m            | 5                                     |            |
| 1. 2.                                                  |            |                 |                                       |            |
| Källa:                                                 |            |                 |                                       |            |

- Sharpskarbin
- Colt "Dragoon"
- Colt "Navy"

## Artilleriet

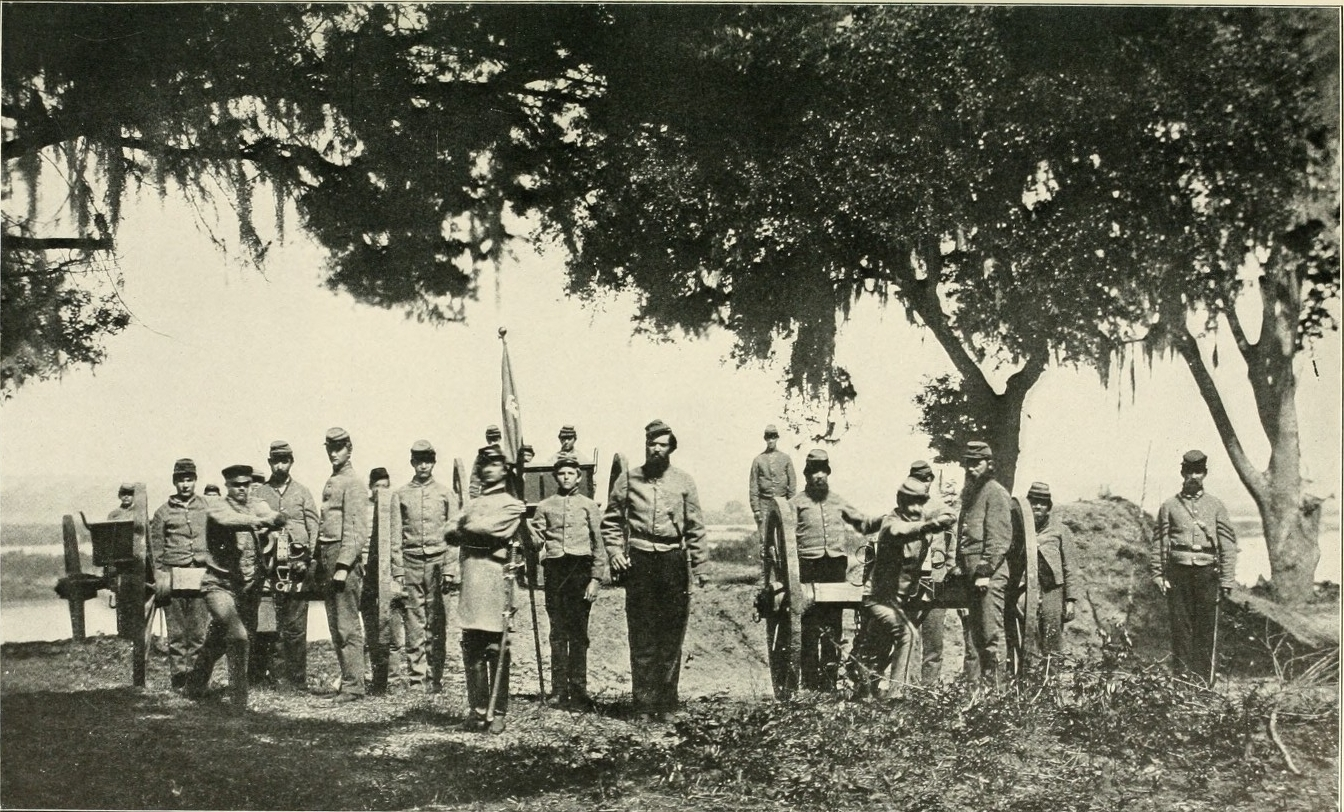
Sydstatsartilleri 1863

På grund av sydstaternas industriella efterblivenhet och unionsflottans sjöblockad vilken förhindrade import av utländsk materiel, var sydstatsartilleriet underlägset nordstaternas. När kriget bröt ut var den vanligaste artilleripjäsen på bägge sidor den slätborrade sexpundiga kanonen modell 1841. Under kriget övergick bägge sidor till den slätborrade tolvpundiga "Napoleon"-kanonhaubitsen modell 1857, som utvecklats i Napoleon III:s Frankrike där den togs i bruk 1856. I US Army fanns det bara fem i tjänst 1861, men ett stort antal tillverkades under kriget. Sydstatsarmén införskaffade minst 481 Napoleonpjäser under kriget. Det var ursprungligen en bronskanon, men då sydstaterna nytillverkade den under kriget göts den i järn på grund av brist på koppar och tenn. Vanligen sköts solida rundkulor eller kartescher, men pjäsen kunde även skjuta granater och granatkartescher. Den vanligaste räfflade pjäsen var den mynningsladdade tiopundiga "Parrot"-kanonen modell 1861. Defekta tändrör var ett särskilt svårt problem för sydstatsarmén.  
| Sydstatsarméns viktigaste artilleripjäser |            |            |            |                                   |                                   |                                   |                                   |                                   |
| Typ                                       | Egenskaper | Egenskaper | Egenskaper | Andel av sydstatsarméns artilleri | Andel av sydstatsarméns artilleri | Andel av sydstatsarméns artilleri | Andel av sydstatsarméns artilleri | Andel av sydstatsarméns artilleri |
|                                           | Lopp       | Kaliber    | Skottvidd  | 1861                              | 1862                              | 1863                              | 1864                              | Anm                               |
| Sexpundig kanon m/1841                    | slätborrat | 9,3 cm     | 1400 m     | 70 %                              | 58 %                              | 0 %                               | 0 %                               |                                   |
| Tolvpundig haubits m/1841                 | slätborrat | 11,7 cm    | 1000 m     | 20 %                              | 3 %                               | 10 %                              | 5 %                               |                                   |
| Tolvpundig "Napoleon" kanonhaubits m/1857 | slätborrat | 11,7 cm    | 1500 m     | 0 %                               | 10 %                              | 40 %                              | 48 %                              |                                   |
| Tiopundig "Parrot" kanon m/1861           | räfflat    | 7,6 cm     | 2700 m     | 10 %                              | 29 %                              | 50 %                              | 45%                               | [ a ]                             |
| 1.                                        |            |            |            |                                   |                                   |                                   |                                   |                                   |
| Källa:                                    |            |            |            |                                   |                                   |                                   |                                   |                                   |

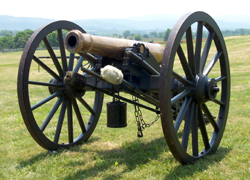
Sexpundig kanon m/1841
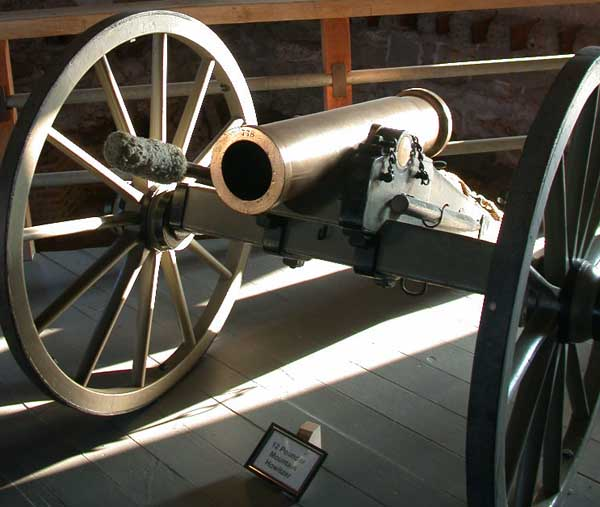
Tolvpundig haubits m/1841
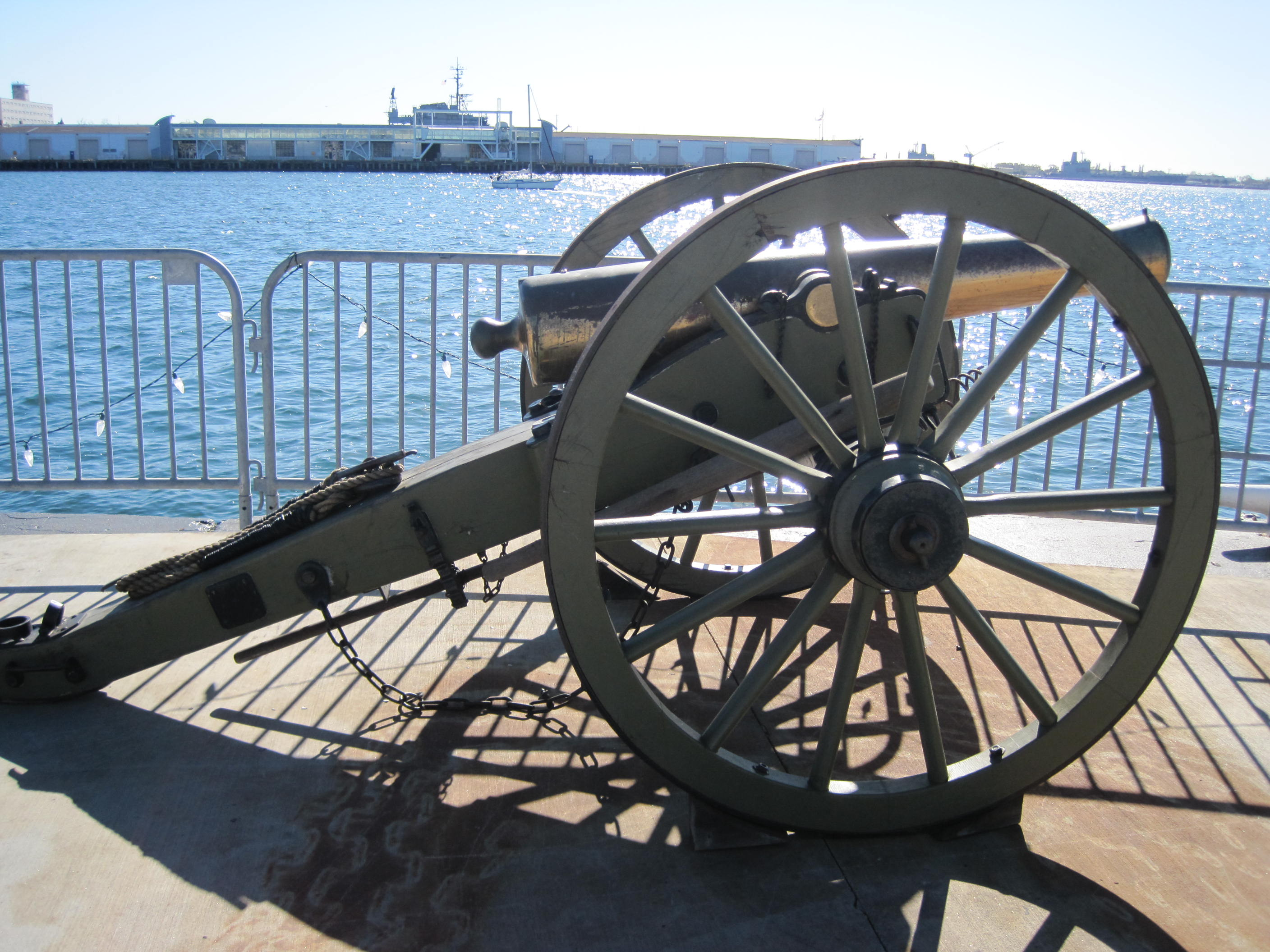
Tolvpundig "Napoleon" kanonhaubits m/1857
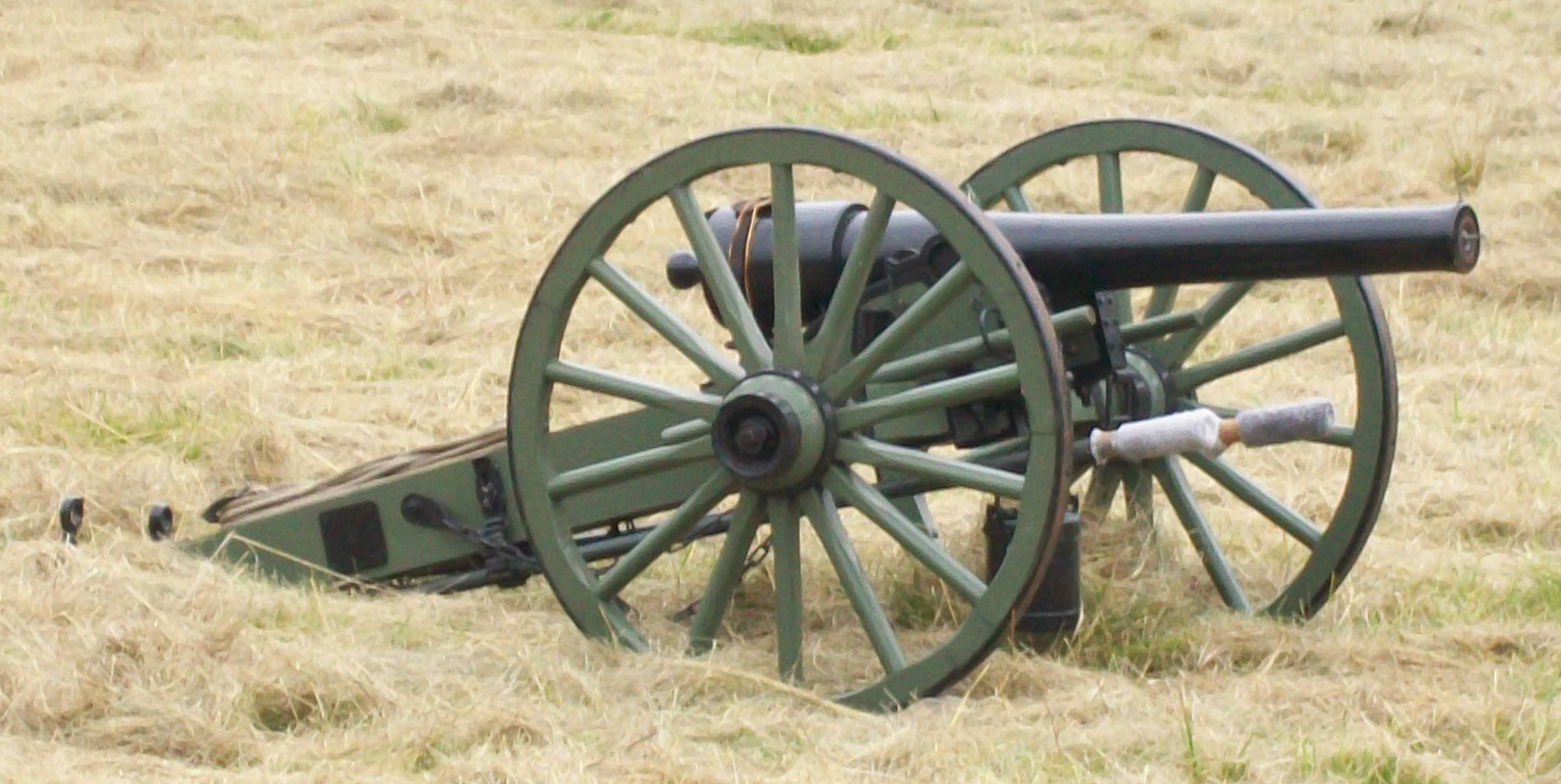
Tiopundig "Parrot" kanon m/1861

## Bushwhackers

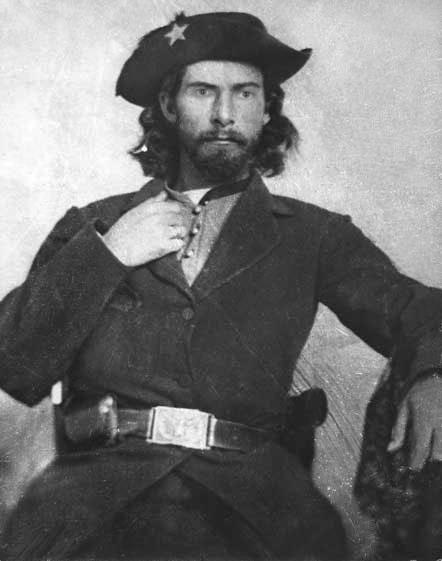
Bushwhacker Bloody Bill Anderson

Bushwhackers är slangord för skogsmän.
Partisan ranger act 1862 var en lag som regeringen  godkände att armén organiserade paramilitära stridsgrupper bakom fiendens linjer. De attackerade fiendens underhållslinjer men de plundrade också städer och byar för att få mat och utrustning.
USA vägrade se dessa gerillasoldater som soldater, de riskerade att bli hängda som brottslingar om de blev fångade. Många blev efter kriget kriminella, till exempel Jesse James. William Quantrill och  John Singleton Mosby var kända ledare.

## Logistik

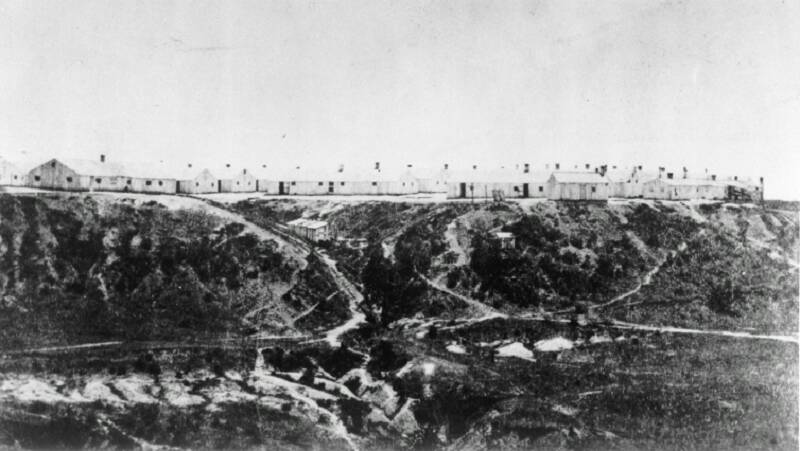
Ett krigssjukhus i Richmond.

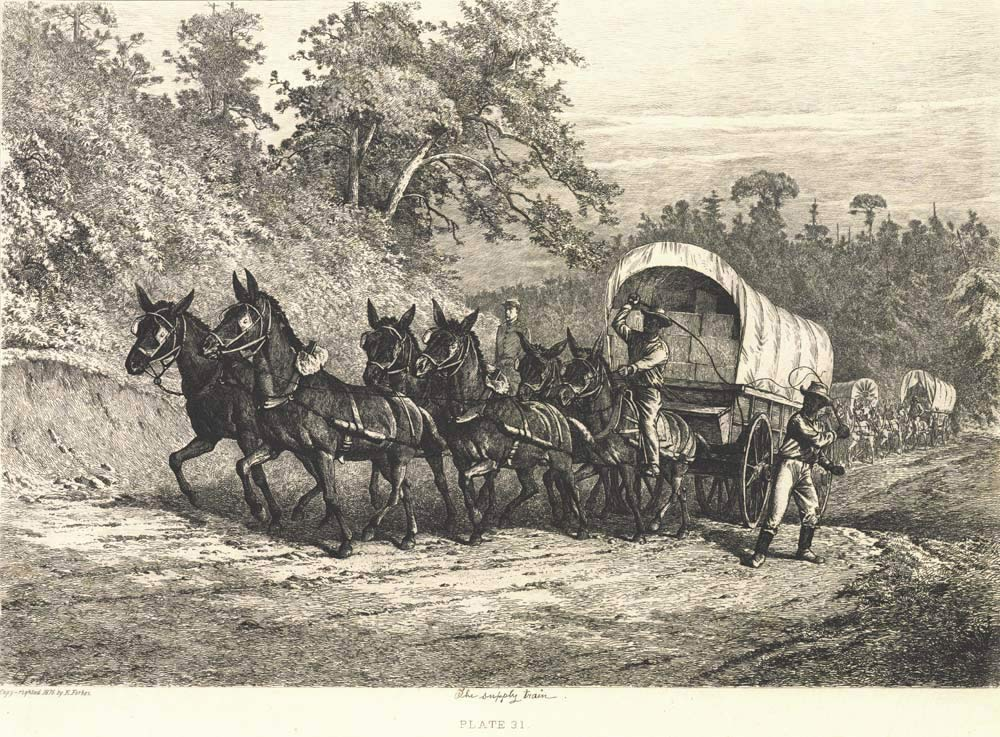
Med mulåsnor anspänd trängvagn.

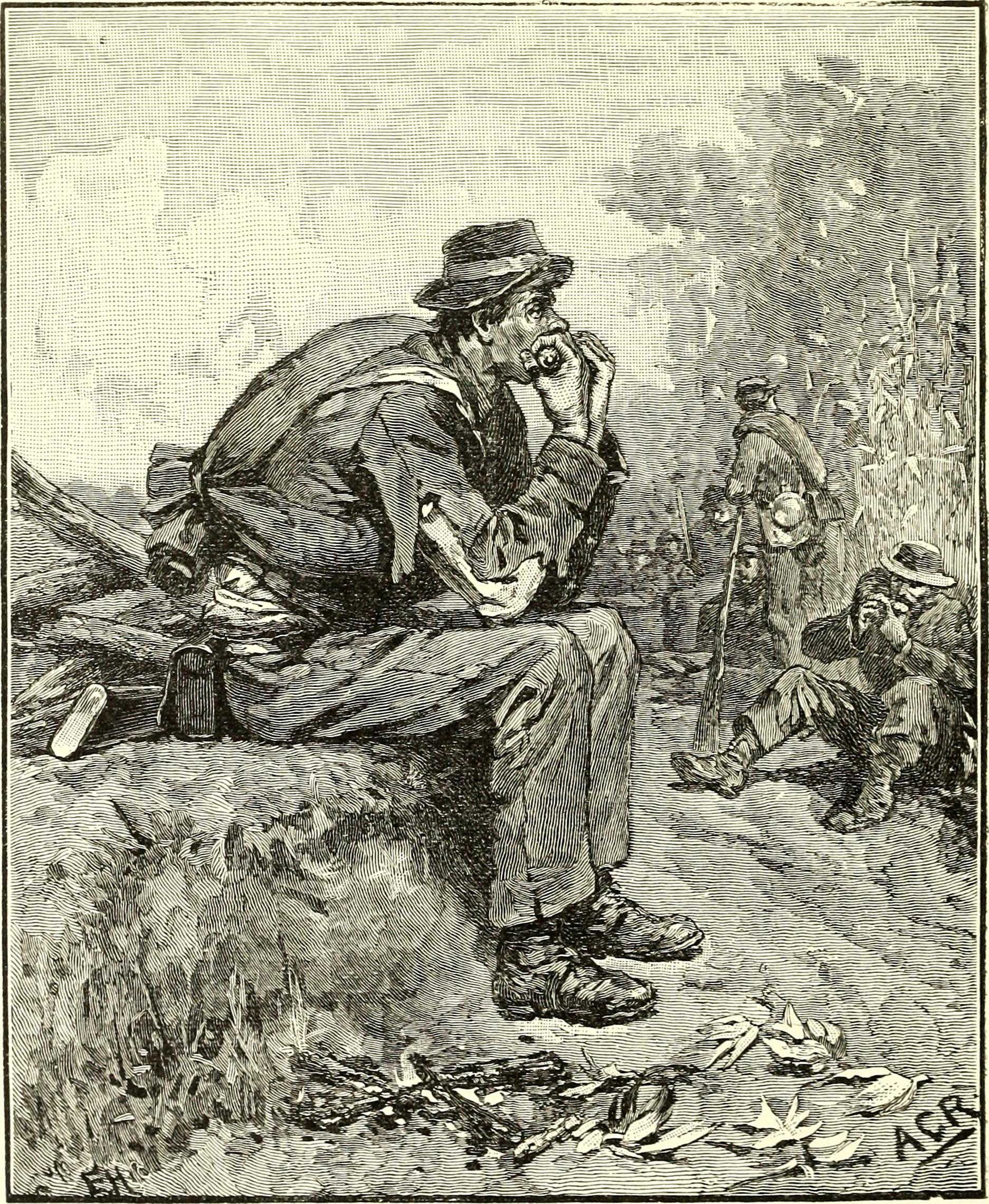
Sydstatssoldater äter sig mätta på omogen majs, som växer bredvid marschvägen.

Sydstatsarméns logistiska organisation måste liksom armén i sin helhet byggas upp från grunden. Underhållstjänsten organiserades efter det system som fanns i US Army före kriget. Medicinalstaten ansvarade för sjukvården, tygstaten för tygmaterielen, krigskommissariatet för förplägnadsväsendet och intendenturen för övrig underhållstjänst. Armeförvaltningen leddes av motsvarande fyra byråer i det konfedererade krigsdepartementet. På central nivå rådde ofta stora motsättningar mellan överbefälhavaren president Jefferson Davis, krigsministrarna, arméförvaltningens byråchefer och fältarmécheferna. 
Sydstaternas bristande produktionsförmåga och infrastruktur gjorde att sydstatsarmén led av svåra underhållsproblem. Armén i fält kunde inte förses med de tält, uniformer, filtar eller skor som behövdes. Sålunda fick sydstatssoldaterna ofta marschera barfota. Arméns förplägnad var ofta bristfällig trots att sydstaterna producerade tillräckligt med livsmedel för att försörja både civilbefolkningen och armén. Men de undermåliga transportförhållandena och ett underbemannat krigskommissariat gjorde att armén i fält ofta fick för lite att äta medan mat låg och ruttnade i underhållsdepåerna.  Men trots den begränsade industriella kapaciteten lyckades tygförvaltningen genom import och egentillverkning förse armén med en adekvat beväpning.
Underhållstjänsten led av personalbrist under hela kriget både centralt och i fält eftersom de stridande befattningarna gavs högsta prioritet. I varje regemente fanns en regementskvartermästare och en regementskommissarie; bägge var subalterner kommenderade från sina kompanier. I de högre förbanden skulle de logistiska befattningarna besättas med kvalificerad personal från armeförvaltningen, men i praktiken kom de oftast att innehas av befäl kommenderade från underställda regementen eller utföras som tillikabefattningar. Okunnighet och oerfarenhet kom därför att minska underhållstjänstens effektivitet. Regementskvartermästaren ansvarade för regementstrossen, divisionsintendenten ansvarade för divisionsträngen vilken transporterade proviant och furage och divisionstygofficeren för ammunitionsträngen med handvapen- och artilleriammunition. Det fanns inga särskilda underhållsförband, utan trängpersonalen utgjordes antingen av civilanställda eller av soldater kommenderade från de stridande förbanden. Sydstatsarmén använde också i stor utsträckning slavarbetskraft som rekvirerats från sina ägare.